# Saint-Hippolyte, Cantal

Saint-Hippolyte este o comună în departamentul Cantal, Franța. În 1 ianuarie 2022 avea o populație de 98 de locuitori.